# Grzebieniopalczyk europejski
Grzebieniopalczyk europejski (Acanthodactylus erythrurus) – gatunek gada z rodziny jaszczurkowatych (Lacertidae). Niezagrożony wyginięciem.

## Zasięg występowania i środowisko
Występuje na Półwyspie Iberyjskim i w północno-zachodniej Afryce.
Zamieszkuje na suchych i gorących terenach o podłożu piaszczystym, słabo porośniętym roślinnością. Występuje także na nadmorskich plażach i w innych ekosystemach, jednak nie jest tam pospolity.

### Występowanie podgatunków
- Acanthodactylus erythrurus atlanticus Boulenger, 1918 – Maroko, Atlas Średni, północne stoki Atlasu Wysokiego, równiny na północ i zachód od Atlasu.
- Acanthodactylus erythrurus belli Gray, 1845 – wschodnie równiny Maroka i Algierii.
- Acanthodactylus erythrurus erythrurus (Schinz, 1833) – Półwysep Iberyjski.

Niektórzy autorzy wyróżniają też czwarty podgatunek: 
- Acanthodactylus erythrurus lineomaculatus Duméril & Bibron, 1839

## Opis
Jaszczurka długości 23 cm, o krępym ciele. Głowa krótka, wysoko wysklepiona. Ogon wyjątkowo długi, u samców u nasady wyraźnie zgrubiały. Grzybkowate łuski rozwinięte są tylko na czwartym palcu tylnych łap.
Ubarwienie zmienne. Grzbiet zwykle szary lub szarobrązowy, z 10 jasnymi paskami, przerywanymi małymi plamkami. Boki z jasnymi, ciemno obrzeżonymi plamami. Brzuch białawoszary. Dolna strona ogona u młodych osobników i samic żywoczerwona. Młode osobniki pokryte są kontrastowymi, czarno-białymi paskami.

## Tryb życia
Pełną ruchliwość osiąga jedynie w prażącym słońcu. Porusza się bardzo zwinnie, choć może również skradać się bardzo powoli.
A. erythrurus jest jajorodny. Samica składa od 4 do 6 jaj.
Gatunek niezagrożony wyginięciem. Trend jego populacji ocenia się jako stabilny.